# Wohn- und Geschäftshaus Deichstraße 40
Das Wohn- und Geschäftshaus Deichstraße 40 in der niedersächsischen Kreisstadt Cuxhaven im Landkreis Cuxhaven stammt vom Ende des 19. Jahrhunderts.
Aktuell (2024) wird das Gebäude für Wohnungen und als Restaurant genutzt.
Das Gebäude steht unter Denkmalschutz (siehe auch Liste der Baudenkmale in Cuxhaven).

## Geschichte und Beschreibung
Die Deichstraße wurde benannt nach dem ursprünglichen Verlauf am westlichen Hafenobdeich. Rund zehn Häuser sind hier denkmalgeschützt.
Das zweigeschossige giebelständige Gebäude mit ziegelgedecktem Satteldach und Erker wurde um 1902 für W.F.E. Böttcher als Weinhandlung mit Weinstube und Wohnhaus gebaut. Die symmetrische Straßenfassade, historisierend und auch im Jugendstil, mit glasierten Verblendsteinen wurde gestaltet und gegliedert durch einen großen markanten Rundbogen, den verputzten verzierten Lisenen und einem mittigen dekorierten Element, den rundbogigen Fenstern sowie den Gesimsen.
Das Landesdenkmalamt befand u. a.: „… Dem späten Historismus im Übergang zum Jugendstil gehört das giebelständige, mit hell glasierten Backsteinen verblendete Wohn- und Geschäftshaus …“